# Majetín
Majetín (en allemand : Majetein) est une commune du district et de la région d'Olomouc, en République tchèque. Sa population s'élevait à 1 181 habitants en 2023.

## Géographie
Majetín se trouve à 9,7 km au nord-ouest de Přerov, à 12 km au sud-est d'Olomouc, à 62 km au nord-est de Brno et à 219 km à l'est-sud-est de Prague.
La commune est limitée par Grygov au nord-ouest, par Krčmaň au nord et au nord-est, par Čelechovice à l'est, par Kokory au sud-est, par Brodek u Přerova et Citov au sud, et par Dub nad Moravou à l'ouest.

## Histoire
La première mention écrite de la localité date de 1277.

## Transports
Par la route, Majetín se trouve à 13 km de Přerov, à 15 km d'Olomouc et à 257 km de Prague.